# Obersondern
Obersondern ist eine Hofschaft im Wuppertaler Wohnquartier Herbringhausen im Stadtbezirk Langerfeld-Beyenburg.

## Geografie
Die Hofschaft liegt auf 239 m ü. NHN auf einem Höhenrücken zwischen dem Herbringhauser Bach und dem Hengstener Bach  nördlich der Herbringhauser Talsperre und südlich der Beyenburger Ortslage Sondern. Die Landesstraße 411 liegt zwischen Obersondern und dem benachbarten Niedersondern.

## Geschichte
Im Mittelalter gehörte Obersondern neben 15 weiteren Höfen zur Honschaft Walbrecken im Kirchspiel Lüttringhausen des Amtes Beyenburg. 1547 ist in einer Liste der Hand- und Spanndienste eine Wohnstätte belegt. 1715 wird die Hofschaft auf der Topographia Ducatus Montani als o-Sondern bezeichnet.
Namensgebend für die Hofschaft ist das Waldgebiet Sondernbusch, ein herzoglicher Kameralwald, der im Gegensatz zum bäuerlichen Markwald mit besonderen herrschaftlichen Rechten versehen war. Die heutige Landesstraße 411 war im Mittelalter ein Teil des Heerwegs Köln–Dortmund und so befand sich nördlich der Hofschaft ein Schlagbaum in der Elberfelder Linie der Bergischen Landwehr.
1815/16 lebten 47 Einwohner im Ort. 1832 war Obersondern weiterhin Teil der Honschaft Walbrecken, die nun der Bürgermeisterei Lüttringhausen angehörte. Der laut der Statistik und Topographie des Regierungsbezirks Düsseldorf als Ackergut bezeichnete Ort besaß zu dieser Zeit drei Wohnhäuser und vier landwirtschaftliche Gebäude. Zu dieser Zeit lebten 28 Einwohner im Ort, zwei katholischen und 26 evangelischen Glaubens. Im Gemeindelexikon für die Provinz Rheinland von 1888 werden drei Wohnhäuser mit 16 Einwohnern angegeben.